# Pingouin (comics)
Pour les articles homonymes, voir Pingouin (homonymie).
Oswald Chesterfield Cobblepot, dit le Pingouin, est un super-vilain de l'univers de DC Comics et un opposant récurrent de Batman. Créé par Bill Finger et Bob Kane, il apparaît pour la première fois dans Detective Comics #58 en décembre 1941.

## Biographie fictive
Cette biographie est celle du Pingouin de New Earth, résultant du mélange du passif des Pingouins des univers Earth-One et Earth-Two, à la suite de l'arc narratif intitulé Crisis on Infinite Earths, où les multiples univers de DC Comics ont été fusionnés en un seul.
Oswald Chesterfield Cobblepot est le riche héritier de la puissante famille Cobblepot, opposée à celle des Wayne dont fait partie Bruce Wayne, depuis plusieurs générations. Durant son enfance, le jeune Oswald cumule les complexes physiques : doté d'un nez crochu, sa petite taille et sa corpulence lui donnent également une démarche dandinante, autant de caractéristiques qui le rapprochent physiquement du manchot. Son père étant mort d'une pneumonie après avoir été trempé par la pluie, sa mère le surprotégea et lui faisait toujours emporter un parapluie lorsqu'il sortait. Cet attribut deviendra caractéristique du Pingouin. Son apparence lui valut d'être un souffre-douleur pour ses camarades de classe et un paria au sein de la haute société. Afin d'assurer la prospérité du nom des Cobblepot, Oswald se tourna donc vers le monde du crime sans pour autant renier ses origines aristocratiques comme le démontre son accoutrement. Aux côtés du Grand Requin Blanc, de Double-Face et de Black Mask, il deviendra un des grands chefs de gangs de Gotham City, menant un grand nombre de trafics qui lui vaudront de se confronter de nombreuses fois à Batman.
La mini-série La Splendeur du Pingouin développe l'histoire de la famille Cobblepot : rejeté par son père et ses trois frères aînés à cause de sa difformité, Oswald grandit chéri par sa mère mais s'enferme dans la solitude et l'amour pour les oiseaux. Comprenant vite qu'il n'aura jamais la force physique pour se venger, il choisit la ruse et provoque la mort de ses frères en les maquillant en accidents, puis celle de son père d'une pneumonie en le privant de son remède. Oswald se retrouve donc seul avec sa mère, dont il continue de s'occuper jusqu'à la mort, tout en devenant le chef criminel connu sous le surnom du Pingouin.
Il s'allie brièvement avec Double-Face contre Sofia Falcone dans l'arc Amère Victoire. Au fil de ses confrontations, le Pingouin perdra pied dans ses affaires criminelles, ne menant plus que des opérations mineures et se concentrant sur la tenue de sa boîte de nuit prisée par la pègre de Gotham, l’Iceberg Lounge. Il deviendra ainsi un informateur pour Batman, le renseignant sur les affaires criminelles en cours, en échange de quoi le justicier ferme les yeux sur ses activités. Durant l'arc narratif de No Man's Land, où Gotham est détruite par un puissant tremblement de terre et coupée du reste des États-Unis, le Pingouin  ayant décidé de rester en ville bien qu'il aurait pu la quitter pour aller en lieu sûr, deviendra le principal fournisseur de biens de première nécessité aux survivants, s'enrichissant par la même occasion. Il formera notamment une alliance avec Lex Luthor pour lui fournir une mainmise sur les événements, permettant ainsi la reconstruction de Gotham et la sortie du chaos de la guerre des gangs installée durant la catastrophe. Il apparaît brièvement au sein de la Société Secrète des Super Vilains durant la bataille de Métropolis, après que la société ait organisé des émeutes dans les prisons du monde entier dans l'arc Infinite Crisis.
Dans One Year Later, qui fait suite aux événements de Infinite Crisis et à la destruction du multivers, durant lesquels le Pingouin est resté loin de Gotham, il se heurte lors de son retour au Grand Requin Blanc, qui a pris le contrôle de la ville. Cobblepot décide alors de ne pas chercher à se confronter au nouveau chef de la pègre et de se régulariser, considérant que les actions légales lui seraient plus rentables. Il entraînera le Sphinx dans cet état d'esprit.

## Description

### Physique
C'est un être de petite taille (souvent bossu dans certaines versions du personnage) avec un nez proéminent, des cheveux noirs, et son âge oscille entre 40 et 50 ans. Il porte un chapeau haut de forme, monocle à l'œil droit et porte-cigarette en guise d'accoutrement, utilise des parapluies truffés de gadgets électroniques pour commettre ses crimes.
Dans le film Batman : Le Défi de Tim Burton, le Pingouin a un physique plus gothique et plus proche de l'animal, avec notamment une peau pâle et des yeux cernés de noir, des cheveux noirs onduleux et gras, des dents sales, un nez pointu ressemblant à un bec, une apparence physique formant pratiquement la forme « ovale » des manchots et des mains constituées de trois doigts palmés, dont la forme ressemble à des serres.

### Personnalité
La personnalité du Pingouin est une des plus complexes de la série Batman[réf. nécessaire] : même si on le considère comme un être infâme et cruel, il a été toute sa vie victime de moqueries (notamment sur son physique) et de railleries et s'est refermé sur lui-même. C'est un personnage qui inspire autant l'empathie que le mépris, ses ambitions étant toujours ambigües: il lui arrive de faire preuve de compassion envers certaines personnes, et dans le même temps, tenter de détruire la vie de plusieurs personnes.
Dans le comic La splendeur du Pingouin, qui raconte ses origines, on découvre qu'à cause de son physique, il souffre d'un gros complexe d'infériorité et envie les hommes comme Batman/Bruce Wayne, auquel il  rêve de ressembler. Dans la même histoire, il se montre extrêmement tendre envers sa mère, la seule personne de sa famille à l'avoir accepté tel qu'il est.
Bien qu'ils soient ennemis, le Pingouin respecte Batman, et ce respect est réciproque, l'un et l'autre sachant qu'il est préférable qu'ils fassent équipe quand la situation l'exige (comme dans le comic Batman Empereur Pingouin).
Il aime par-dessus tout les représentations d'oiseaux (particulièrement de manchots) dans les arts et n'hésite pas à voler les œuvres qu'il trouve les plus belles ou les plus profitables.

## Création du personnage
Le personnage est créé en 1941 dans le numéro 58 du comic book Detective Comics. Bob Kane, l'un des créateurs, a dit s'être inspiré de la mascotte des cigarettes Kool, le petit pingouin Willie. Le second créateur, Bill Finger, dit lui avoir pris pour modèle le manchot empereur, qui lui aurait rappelé « ces aristocrates anglais dans leurs smokings ».

### Origine du nom
Bien que son nom en anglais, penguin, se traduise plus fréquemment par « manchot », c'est le terme « pingouin » qui a été choisi car il est largement utilisé dans la langue courante pour désigner l’une ou l’autre de ces espèces. Son surnom provient de son accoutrement et de sa forme, qui rappellent l'apparence et la couleur du manchot. Par ailleurs, l'utilisation du terme « manchot » aurait été ambigüe dans ce contexte (un homme qui ressemble à l'animal ou un homme sans bras).

## Divers
- « Le Pingouin » est une erreur de traduction de Penguin, faux-ami qui signifie Manchot. En effet, Oswald Cobblepot évoque davantage la silhouette et le physique imposants d'un manchot que d'un pingouin (auk en anglais). Oswald Cobblepot, recueilli par des manchots étant bébé, a d'ailleurs recours à des manchots équipés de fusées dans Batman, le défi.
- Le Pingouin a un accent anglais dû à de longues années d'études dans un pensionnat en Angleterre. C'est d'ailleurs là-bas qu'il commença ses activités criminelles.
- Il déteste deux personnes plus que tout : Bruce Wayne, considérant sa famille à l'origine de la ruine des Cobblepot, et Batman, car celui-ci le gène toujours dans ses activités criminelles, sans savoir qu'il s'agit d'une seule et même personne. Dans le jeu Batman Arkham Knight, le joueur aura la possibilité d'interagir avec lui en cellule une fois l'identité de Batman révélée où il dira « C'est à peine croyable ! Bruce Wayne et Batman, les deux personnes que je déteste le plus sont juste devant moi ».

## Apparitions dans d'autres médias
Il apparaît dans plusieurs épisodes de la série animée Batman avec un design proche du film de Tim Burton mais une personnalité plus aristocratique. Il reprend un look plus classique dans la série-suite The New Batman Adventures mais s'avère plus dangereux grâce à sa façade d'honnête homme d'affaires. Il est doublé en anglais par Paul Williams et en français par Philippe Peythieu. Oswald Cobblepot apparaît également dans la série Gotham de la Fox où il est interprété par Robin Lord Taylor.

### Biographies alternatives

#### Batman: Le Défi

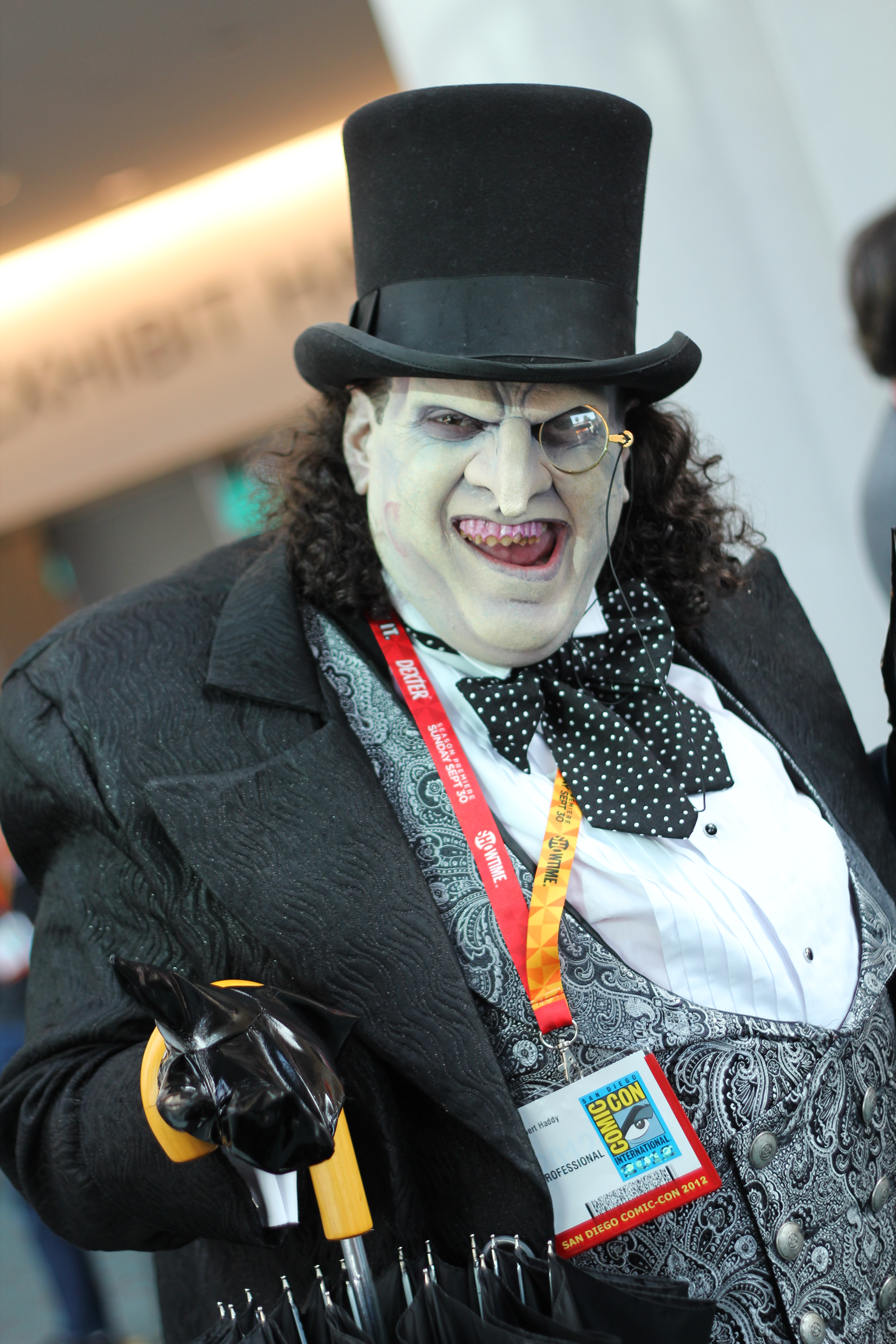
Cosplay du Pingouin d'après le film Batman : Le Défi.

Dans Batman : Le Défi réalisé par Tim Burton, le Pingouin est enfant unique de la riche famille Cobblepot. Il est né difforme, affublé d'un nez crochu semblable à un bec, de mains trifides et d'un petit corps trapu, le bébé nommé alors « Oswald Cobblepot » fut abandonné. Ses parents jetèrent son landau dans une rivière conduisant aux égouts de Gotham City. Il se retrouva entraîné dans le zoo de Gotham et passa son enfance parmi les manchots avant d'être adopté par le gérant d'un cirque ambulant. Il y travailla comme « attraction » sous le nom d'« Aquatique, l'oiseau-enfant ».

#### Batman(série, 2004)
Dans la série télévisée Batman (The Batman), le Pingouin est plus jeune. Il est toujours accompagné de deux kimono girls, deux jeunes filles spécialistes en combats asiatiques qui donnent du fil à retordre à Batman.

#### Jeux vidéoArkham
Dans le jeu vidéo Batman: Arkham City, le Pingouin est un criminel se définissant comme un « collectionneur », s'étant approprié le muséum d'histoire naturelle de Gotham City pour y entreposer ses trophées (différents objets appartenant aux criminels de Gotham). Il cultive également les inimitiés avec le Joker, Victor Zsasz, Mister Freeze (qu'il a capturé et enfermé sans son armure pour lui dérober son fusil lance-glace), Bruce Wayne et Batman. Il collabore avec Hugo Strange, le directeur d'Arkham City qui lui fournit armes et renseignements. Batman doit l'affronter pour libérer Freeze, mais le criminel le met face à Solomon Grundy, le colosse immortel qui était enfermé dans les fondations de l'Iceberg Lounge au moment de sa réouverture dans la cité.
Dans le jeu vidéo Batman: Arkham Knight, le Pingouin utilise une société de livraison de poisson pour faire circuler des armes dans les quartiers occupés par les forces du Chevalier d'Arkham. Ses activités avaient déjà été repérés par Nightwing dans Blüdhaven.

#### Gotham
Oswald Cobblepot apparaît également dans la série Gotham de la Fox où il est interprété par Robin Lord Taylor. Dans cette version, celui-ci est mince, vit seul avec sa mère, une actrice ratée qu'il a en adoration, et n'est pas riche comme dans les autres versions.
Il est un des personnages principaux de la série qui retrace son ascension dans la pègre de Gotham City, où il commence comme porteur de parapluie pour Fish Mooney. Il travaillera ensuite comme agent double pour les familles mafieuses Falcone et Maroni. Il considère également James Gordon comme son unique ami, étant le seul homme droit et incorruptible qu'il connaisse.
Élevé par sa mère, Gertrud Kapelput, qui meurt sur les ordres de Theo Galavan, il retrouve peu après Elijah Van Dahl, son père biologique qu'il croyait mort il y a longtemps. Après la mort de son père, tué par sa deuxième épouse, Oswald tue sa belle famille et devient le seul héritier de la fortune des Van Dahl. Grâce à elle, il compte entrer dans le cercle des notables de la ville tout en conservant sa place parmi les grands chefs criminels de Gotham City.Il est aussi le tuteur d'un enfant muet nommé Martin avec qui il est très proche lors de la saison 4. Le Pingouin entretient également une relation complexe avec l'Homme Mystère dans la série, les deux s'étant retrouvés tantôt adversaires et alliés, jusqu'à nouer une véritable amitié vers la fin de la série. Dans l'épisode final, le Pingouin, ayant perdu un œil après la bataille de Gotham, dissimule son œil de verre sous le monocle classique du personnage, et porte un costume aux couleurs criardes semblable à celui des comics.

#### The Batman(film, 2022)
Dans le film The Batman de Matt Reeves, Oswald Cobb se fait simplement appeler "Oz" par ceux qui le côtoient. Il n'apprécie guère son surnom de Pingouin. Mafieux obèse au visage balafré, tiré à quatre épingles, il boîte lourdement de la jambe droite, lui donnant une démarche atypique. Il gère l'Iceberg Lounge, un club qui sert en réalité de façade pour un établissement caché, le "- 44", fréquenté par l'élite de la ville et les malfrats. En tant que lieutenant de Carmine Falcone, Oz gère la distribution du collyre, la drogue qui fait des ravages à Gotham. Au cours d'une transaction, il est poursuivi, capturé et interrogé par Batman, qui se rend compte qu'il n'est pas impliqué dans l'affaire sur laquelle il enquête. Plus tard, Oz affirme son indépendance quand Carmine Falcone est arrêté, puis abattu. Après les attentats de la fin du film, Oz observe les rues de Gotham inondées alors que le jour se lève, désormais seul aux commandes de la pègre.

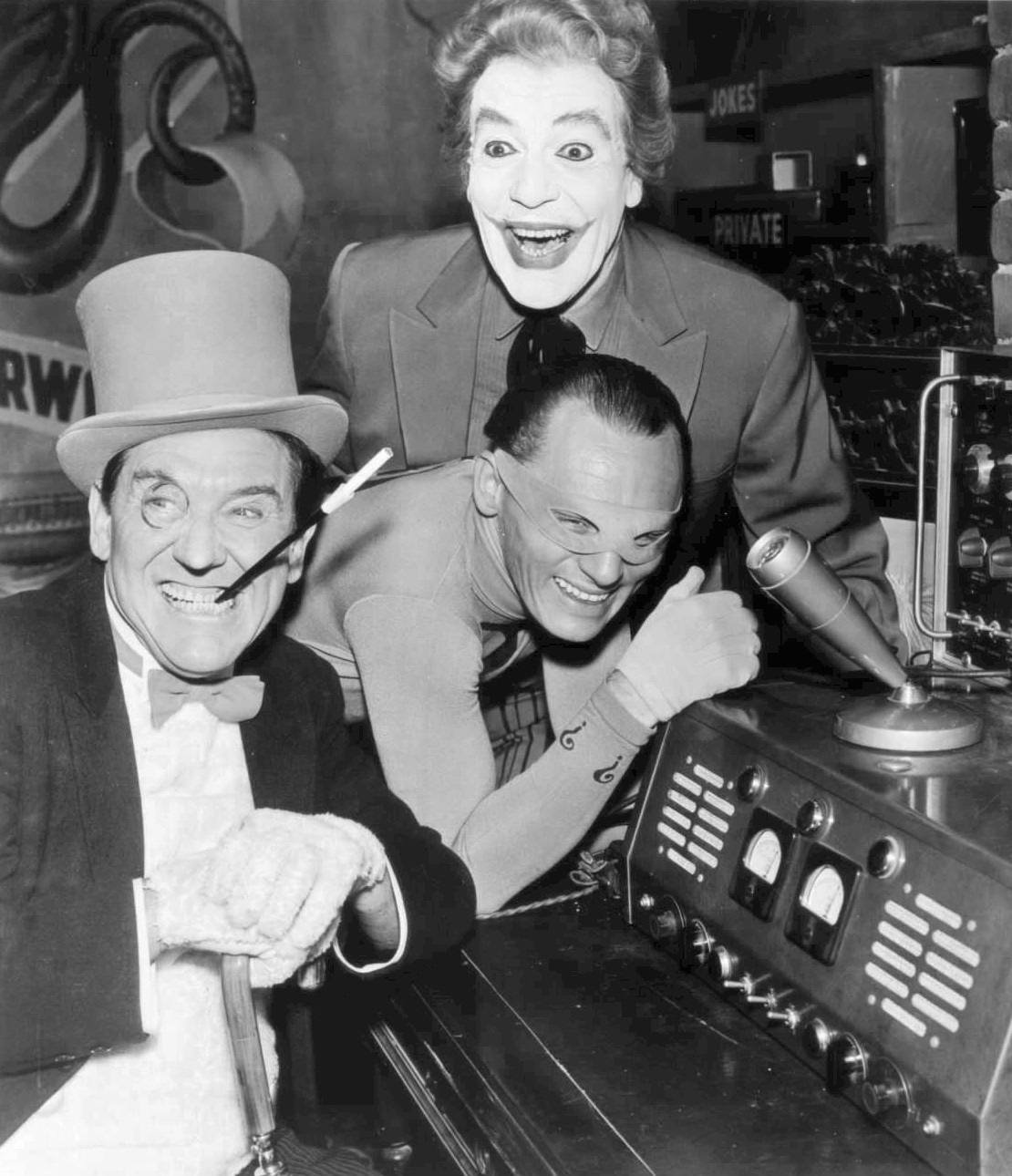
Le Pingouin, à gauche, tel qu'il apparaît dans la série télévisée de 1966, aux côtés du Sphinx et du Joker.

### Télévision
- Batman (William Dozier, 1966-1968) avec Burgess Meredith (VF : Roger Carel / Philippe Dumat)
- Les Nouvelles Aventures de Batman (The New Adventures of Batman, Don Towsley, 1977) avec Lennie Weinrib (VF : Claude Nicot puis Hervé Caradec)
- Batman (Paul Dini, Bruce Timm, Eric Radomski, 1992-1995) avec Paul Williams (VF : Philippe Peythieu)
- Batman (The New Batman Adventures, Alan Burnett, Paul Dini, Bruce Timm, 1997-1999) avec Paul Williams (VF : Philippe Peythieu)
- Superman, l'Ange de Metropolis (Superman, Alan Burnett, Paul Dini, Bruce Timm, 1996-2000) avec  Paul Williams (VF : Philippe Peythieu)
- Batman (The Batman, Duane Capizzi, Michael Goguen, 2004-2008) avec Tom Kenny (VF : Philippe Peythieu)
- Batman : L'Alliance des héros (Batman: The Brave and the Bold, James Tucker, 2008-2011) avec Stephen Root (VF : Philippe Peythieu)
- Gotham (2014-2019) avec Robin Lord Taylor (VF : Stéphane Marais)
- DC Super Friends
- La Ligue des justiciers : Action (Justice League Action, Gardner Fox, Mike Sekowsky, 2016-en cours) avec Dana Snyder (VF : Denis Laustriat puis Philippe Peythieu)
- DC Titans (2018) : Son parapluie apparaît dans la Batcave aux côtés d'autres trophées.
- DC Super Hero Girls, (DC Super Hero Girls, Lauren Faust, 2019-2021) avec Alexander Polinsky (VF : Gilbert Lévy)
- Harley Quinn (Justin Halpern, Patrick Schumacker et Dean Lorey, 2019-en cours) avec Wayne Knight
- The Penguin avec (Colin Farrell dans le rôle titre, 2024-en cours)

### Cinéma
- Batman (Leslie H. Martinson, 1966) avec Burgess Meredith (VF : Roger Carel)
- Alyas Batman en Robin (Tony Y. Reyes, 1991) avec Panchito Alba
- Batman : Le Défi (Tim Burton, 1992) avec Danny DeVito (VF : Philippe Peythieu)
- Univers cinématographique DC (2013-2022) Suicide Squad, le personnage n'apparaît pas physiquement mais il est référencé sur la fiche de Killer Croc en tant qu'homme de main avec le Sphinx. Son parapluie apparaît également. Dans Justice League, le personnage est référencé dans une conversation entre Bruce et Alfred. Et dans Birds of Prey, le personnage devait être le personnage principal mais à été retiré du film et est remplacé par Black Mask car il était prévu au casting de The Batman.
- The Batman (Matt Reeves, 2021) avec Colin Farrell

### Films d'animation
- Batman : La Mystérieuse Batwoman (Curt Geda, 2003) avec David Ogden Stiers (VF : Philippe Peythieu)
- Batman contre Dracula (Michael Goguen, 2005) avec Tom Kenny (VF : Philippe Peythieu)
- Lego Batman, le film : Unité des super héros (Jon Burton, 2013) avec Steve Blum (VF : Philippe Peythieu)
- Batman : Assaut sur Arkham (Jay Oliva et Ethan Spaulding, 2014) avec Christian Lanz (VF : Philippe Peythieu)
- Lego DC Comics Super Heroes : La Ligue des justiciers contre la Ligue des Bizarro (Brandon Vietti, 2015) avec Tom Kenny (VF : Philippe Peythieu)
- Batman Unlimited : L'Instinct animal (Butch Lukic, 2015) avec Dana Snyder (VF : Philippe Peythieu)
- Lego DC Comics Super Heroes - La Ligue des justiciers : L'Attaque de la Légion maudite (Rick Morales, 2015) avec Tom Kenny (VF : Philippe Peythieu)
- Lego DC Comics Super Heroes - La Ligue des justiciers : S'évader de Gotham City (Matt Peters et Melchior Zwyer, 2016) avec Tom Kenny (VF : Gilbert Lévy)
- Batman Unlimited : Machines contre Mutants (Curt Geda, 2016) avec Dana Snyder (VF : Gilbert Lévy)
- Batman : Mauvais Sang (Jay Oliva, 2016)
- Batman : Le Retour des justiciers masqués (Rick Morales, 2016) avec William Salyers (VF : Gilbert Lévy)
- Batman vs. Double-Face (Rick Morales, 2017) avec William Salyers (VF : Gilbert Lévy)
- Lego Batman, le film (Chris McKay, 2017)
- Scooby-Doo et Batman : L'Alliance des héros (Jake Castorena, 2018) avec Tom Kenny (VF : Philippe Peythieu)
- Batman Ninja (Junpei Mizusaki, 2018) avec Tom Kenny (VF : Gilbert Lévy)
- Batman : Silence (Justin Copeland, 2019)
- Batman et les Tortues Ninja (Jake Castorena, 2019) avec Tom Kenny (VF : Gilbert Lévy)
- Lego DC Batman: Family Matters (en) (Matt Peters, 2019) avec Tom Kenny (VF : Gilbert Lévy)
- Batman: The Long Halloween (Chris Palmer, 2021) avec David Dastmalchian (VF : Gilbert Lévy)
- Batman and Superman: Battle of the Super Sons (Matt Peters, 2022) avec Tom Kenny (VF : Gilbert Lévy)

### Jeux vidéo
- Batman: The Caped Crusader
- Batman Returns (jeu vidéo, 1992)
- Batman: The Animated Series
- The Adventures of Batman and Robin
- DC Universe Online (VF : Michel Mella)
- Les jeux vidéo basés sur les jouets Lego :
  - Lego Batman : Le Jeu vidéo
  - Lego Batman 2: DC Super Heroes
  - Lego Batman 3 : Au-delà de Gotham
  - Lego DC Super-Villains (VF : Philippe Peythieu)
- Batman: Arkham City (VF : Philippe Peythieu)
- Batman: Arkham Origins (VF : Philippe Peythieu)
- Batman: Arkham Knight (VF : Philippe Peythieu)
- Batman:The Telltale Series[3]